# Milie von Bariter
Milie von Bariter est un metteur en scène et dramaturge français d'origine allemande.

## Biographie
Membre du Collège de ’Pataphysique (Provéditeur-Éditeur Adjoint), cofondateur de l'Outrapo (Ouvroir de Tragicomédie Potentielle) et coprésident de la « sous-commission de Cantonade » au Collège De 'Pataphysique, ses pièces de théâtre, scientistiquement machinées, incluent de nouvelles adaptations des mythes grecs Hécube et Andromaque (joués à Paris et à Tokyo). Comme directeur, il met en scène le chef-d'œuvre de Julien Torma, le Bétrou (C. 1922), qui était connu comme une pièce imperformable.